# Trio per pianoforte e archi n. 2 (Brahms)
Il Trio per pianoforte e archi n. 2 in do maggiore, opus 87, è un trio per pianoforte, violino e violoncello, di Johannes Brahms. Composto tra il marzo 1880 e giugno 1882, venne eseguito in pubblico, la prima volta il 29 dicembre 1882, a Francoforte, dai membri del Quartetto Joachim, col compositore stesso al piano, riproposto nel gennaio 1883 a Berlino ed ancora il 15 marzo 1883 a Vienna dal Quartetto Hellmesberger.

## Struttura
1. Allegro (in 3/4)
2. Andante con moto (in la minore, in 2/4)
3. Scherzo: presto (in do minore, in 6/8)
4. Allegro giocoso (in do maggiore, in 4/4)

L'esecuzione del brano dura circa 28 minuti.

## Discografia parziale
- Trios pour piano et cordes nº 1, 2, 3 - Eugene Istomin, Isaac Stern, Leonard Rose - CBS
- Brahms - Complete Trios - Beaux Arts Trio - Philips (1987)
- Brahms: Complete Piano Trios - Trio Parnassus - MDG (1996)
- Brahms Piano trio no. 1 - 3 - Julius Katchen - piano, Josef Suk - violin, János Starker - cello - Registrazione Luglio 1968 - DECCA